# CRR-Kreditinstitut
CRR-Kreditinstitut (früher Einlagenkreditinstitut, von englisch Capital Requirements Regulation ‚Kapitalanforderungsverordnung‘) ist im Bankwesen ein Unternehmen, das Einlagen oder andere rückzahlbare Gelder des Publikums entgegennimmt und Kredite für eigene Rechnung gewährt.

## Entstehungsgeschichte
Der Begriff des Kreditinstituts wurde früher in Richtlinie 2006/48/EG konkreter definiert. Dabei wurde jedoch erst durch die Kombination von Kreditwesengesetz (KWG) und der so genannten Bankenrichtlinie ersichtlich, dass Einlagenkreditinstitute solche Kreditinstitute sind, die lediglich das Einlagen- und Kreditgeschäft betreiben, da in Art. 4 Abs. 1 der Bankenrichtlinie keine weiteren Geschäftszweige, wie beispielsweise der Zahlungsverkehr, genannt wurden. Diese Definition wurde jedoch durch Richtlinie 2013/36/EU (Eigenkapitalrichtlinie) aufgehoben und durch die Verordnung (EU) Nr. 575/2013 (Kapitaladäquanzverordnung) (englische Abkürzung CRR) in Art. 4 Abs. 1 Nummer 1 CRR aktualisiert.
Der Begriff „CRR-Kreditinstitut“ entstand durch die in allen EU-Mitgliedstaaten seit Januar 2014 geltende Kapitaladäquanzverordnung, die hierfür in Art. 4 Abs. 1 Nr. 1 CRR eine kumulative Legaldefinition vorsieht. Der Begriff „CRR-Kreditinstitut“ ist nach der englischen Abkürzung für die Kapitaladäquanzverordnung benannt, wurde mit dem CRD IV-Umsetzungsgesetz vom 28. August 2013 in § 1 Abs. 3d KWG eingeführt und ersetzt den bisherigen Begriff „Einlagenkreditinstitut“. Der Begriff CRR-Wertpapierfirma ersetzt wiederum den bisherigen Begriff „Wertpapierhandelsunternehmen“. „CRR-Kreditinstitut“ und „CRR-Wertpapierfirma“ bilden zusammen die „CRR-Institute“.

## Begriffsumfang
CRR-Kreditinstitute sind Institute, die Einlagen oder andere rückzahlbare Gelder des Publikums entgegennehmen und Kredite auf eigene Rechnung gewähren. Sie können darüber hinaus zusätzlich noch andere Bankgeschäfte betreiben. Der in der CRR verwendete Begriff des Kreditinstituts ist nicht deckungsgleich mit dem Kreditinstitutsbegriff des KWG nach § 1 Abs. 1 KWG. So genügt für die Qualifikation als Kreditinstitut nach KWG bereits das Betreiben eines einzigen Bankgeschäfts aus dem Katalog des § 1 Abs. 1 Satz 2 KWG.  Der Begriff ist daher enger definiert als der Begriff des Kreditinstituts nach § 1 Abs. 1 KWG. Auch die Definition des Finanzdienstleistungsinstituts nach § 1 Abs. 1a KWG ist erheblich weiter gefasst als die der CRR-Wertpapierfirma. In § 1a Abs. 1 KWG wird dieser Widerspruch überwunden, indem die Anwendung der Regelungsinhalte der Verordnung auch auf die von der CRR ursprünglich nicht erfassten Kreditinstitute im Sinne des § 1 Abs. 1 KWG ausweitet. Außerdem relativiert sich in Deutschland die Thematik dadurch, dass Kreditinstitute mit Volllizenz CRR-Kreditinstitute sind.

## Geschäftsumfang
Da einerseits der Kreditbegriff bankrechtlich umfassend ist (siehe die Legaldefinition des § 19 KWG für Millionenkredite) und hierunter das gesamte Kreditgeschäft im weitesten Sinn erfasst wird und sich andererseits auch das Einlagengeschäft auf die verschiedensten Formen der Geldanlage erstreckt, kann davon ausgegangen werden, dass alle mit Volllizenz ausgestatteten Kreditinstitute, also Universalbanken und Spezialbanken, Konzernbanken, Autobanken oder Teilzahlungsbanken zu den CRR-Kreditinstituten gehören, sofern sie auch das Einlagengeschäft betreiben. Zudem betreiben CRR-Kreditinstitute bankrechtlich die in § 1 Abs. 1 Nr. 1 bis 4 KWG aufgezählten Bankgeschäfte (§ 1 Abs. 3d Satz 4 KWG). Die hieraus resultierende Sortimentspalette rechtfertigt eine Zuordnung der CRR-Kreditinstitute zu den Universalbanken. Die meisten der von der BaFin zugelassenen Kreditinstitute sind CRR-Kreditinstitute und besitzen deshalb eine Vollbanklizenz. Teilbanklizenzen erhalten CRR-Wertpapierfirmen, E-Geld-Institute und sonstige Institute für das Betreiben bestimmter Bankgeschäfte (Spezialbanken).

## Rechtsfolgen
Die Zuständigkeit für die Zulassung der CRR-Kreditinstitute zum Betreiben des Einlagen- und Kreditgeschäfts ist der EZB übertragen. Für alle anderen Institute und alle nicht in der CRR geregelten Erlaubnistatbestände im Sinne des § 1 KWG verbleibt diese Zuständigkeit bei der BaFin. Auf CRR-Kreditinstitute beschränkt sich konkret die Zuständigkeit der EZB (Art. 4 Abs. 1a SSM-VO). Sie ist gemäß Art. 4 Abs. 1d SSM-VO für die Gewährleistung der Einhaltung der Aufsichtsanforderungen bezüglich der Liquidität, Einhaltung der Vorschriften zur Beschränkung von Großkrediten und Eigenmittelanforderungen (Art. 4 Abs. 1e SSM-VO) bei CRR-Kreditinstituten zuständig, da in Art. 2 Nr. 3 SSM-VO für den Begriff Kreditinstitut auf Art. 4 Abs. 1 Nr. 1 CRR verwiesen wird.
Nach § 24a Abs. 1 KWG dürfen CRR-Kreditinstitute mit Sitz in Deutschland aufgrund des „Europäischen Passes“ Niederlassungen im Europäischen Wirtschaftsraum gründen, ohne dort eine Banklizenz beantragen zu müssen. Voraussetzung ist eine Anzeige an die BaFin. Umgekehrt gilt dies auch für ausländische Banken in Deutschland.